# Emanuel d'Able do Amaral
Dom Arquiabade Emanuel d'Able do Amaral OSB (Rio de Janeiro, 13 de agosto de 1957) é presbítero católico, historiador e escritor brasileiro. É arquiabade da Ordem de São Bento e acadêmico de diversas associações culturais, dentre elas a Academia de Letras da Bahia, Cadeira 37.

## Biografia
Nasceu Joaquim Augusto d'Able do Amaral na cidade do Rio de Janeiro, no bairro de Santa Teresa, filho de Catarina Lúcia d'Able, pernambucana, e Joaquim Dias do Amaral, fluminense. Foi batizado na Igreja de Santo Afonso, dos Padres Redendoristas, na Zona Norte do Rio de Janeiro, no dia 17 de agosto de 1958. Tem um irmão chamado Clemente Orlando.
Morou nas cidades do Rio de Janeiro, Vassouras (RJ), São Lourenço (MG), Engenheiro Paulo de Frontin (RJ) e Valença (RJ). Seu pai faleceu quando tinha onze anos, quando moravam em Paulo de Frontin. Sua mãe decidiu então matriculá-lo num colégio interno em Valença.
Fez a primeira comunhão em 21 de novembro de 1971, na Paróquia de São João Batista, em Engenheiro Paulo de Frontin, na Solenidade de Cristo Rei, com Monsenhor Ernesto Leopoldo Juchli, o pároco.
Na adolescência, entrou no regime de semi-internato do Colégio dos Irmãos Maristas em Mendes, onde aprofundou seu interesse pela religião e por literatura. Foi crismado na capela do colégio, em 29 de junho de 1974, por Dom Frei Adriano Mandarino Hipólito OFM, bispo de Nova Iguaçu.
Entrou no Mosteiro de São Bento de São Paulo em 30 de janeiro de 1978, sendo abade Dom Joaquim de Arruda Zamith. Nesse mosteiro iniciou o postulantado e mais tarde o noviciado, adotando o nome religioso de Dom Emanuel. Além da formação monástica básica, estudou latim, francês e grego bíblico. Em 1979, iniciou o curso de Filosofia no Mosteiro de São Paulo, terminando em 1981. Fez a profissão temporária em 29 de junho de 1980, na Basílica Abacial do Mosteiro de São Bento de São Paulo nas mãos de Dom Abade Joaquim de Arrruda Zamith.
Participou como membro fundador do Mosteiro da Ressurreição de Ponta Grossa, Paraná. No Ifiteme (Instituto de Filosofia e Teologia Mater Ecclesiae) estudou Teologia de 1982 a 1985. Além do grego bíblico, também estudou hebraico. Em 1985, foi nomeado sub-prior do Mosteiro.
Fez a sua profissão solene em 25 de novembro de 1984, novamente na Solenidade de Cristo Rei, no Santuário de Nossa Senhora de Vila Velha, Mãe da Divina Graça, juntamente com Dom André Martins e Dom Mateus de Salles Penteado, nas mãos de Dom Basílio Penido, OSB, Abade de Olinda e Abade Presidente da Congregação Beneditina do Brasil. O mesmo trio recebeu o diaconato em 2 de dezembro de 1984, na Paróquia de Santa Terezinha do Menino Jesus, na Vila Estrela, em Ponta Grossa, Paraná. Dom Emanuel ordenado sacerdote em 7 de dezembro de 1985, em Engenheiro Paulo de Frontin, por Dom Valdir Calheiros de Novais, bispo de Barra de Piraí–Volta Redonda.
Esteve em Roma, de 1987 a 1989, estudando Teologia Bíblica na Faculdade de Teologia da Pontifícia Universidade Gregoriana. Residiu, na oportunidade, no Colégio Santo Anselmo, sede da Ordem de São Bento, no Monte Aventino. Nas férias pôde visitar diversas abadias da Ordem. aproveitou para visitar vários mosteiros em Portugal, Itália, Alemanha, Irlanda, França, Bélgica e Luxemburgo. Esteve também na antiga Iugoslávia (Split, Mostar, Sarajevo) e na Palestina. Nas férias de 1988, estudou francês no Instituto Católico de Paris através de uma bolsa que recebeu do governo daquele país.
Retornando ao Brasil em 1989, iniciou sua carreira como professor de Sagrada Escritura no Ifiteme de Ponta Grossa. Foi nomeado pelo Bispo Diocesano de Ponta Grossa como um dos diretores espirituais do Seminário Diocesano. Foi também eleito co-visitador pelo Capítulo Geral da Congregação Beneditina do Brasil em 1993.
Em 22 de junho de 1994, foi eleito 79.º abade do Mosteiro de São Bento da Bahia. Sendo instalado no cargo na tarde do dia 23 de junho por Dom Basílio Penido, abade presidente da Congregação Beneditina do Brasil. Recebeu a bênção abacial no dia 11 de setembro de 1994, na Catedral Basílica, de Dom Frei Lucas Cardeal Moreira Neves, OP, arcebispo de Salvador e Primaz do Brasil. Seu lema: Per ducatum evangelii (Guiados pelo Evangelho).
Logo que chegou a Salvador como abade pegou o início do plano de revitalização do mosteiro com a participação da Odebrecht, do Governo do Estado da Bahia e de outras instituições. No fim de 1994, inaugurou o novo Colégio de São Bento (com o segundo grau) e a Basílica Abacial de São Sebastião. Em 1995, abriu a Biblioteca aos pesquisadores, o Museu São Bento e o Laboratório de Restauração de Livros Raros. A Basílica do Mosteiro foi aberta à música sacra e erudita. No dia 5 de junho de 1995, Solenidade de Pentecostes, retomou o canto gregoriano na missa conventual aos domingos. Incentivou a gravação do primeiro CD com cantos gregorianos.
Desde o início do seu abaciado, recebeu a faculdade de crismar em todo o território da Arquidiocese. Esta faculdade foi dada inicialmente por Dom Frei Lucas Moreira Neves OP, confirmada pelo administrador arquidiocesano Dom José Carlos Melo, CM, e renovada por Dom Geraldo Majella Agnelo.
Recebeu a Medalha Tomé de Souza, conferida pela Câmara Municipal de Salvador em 11 de dezembro de 1996, por proposta dos vereadores João Carlos Bacelar e Silvoney Salles. Foi eleito "Personalidade de destaque no meio cultural da Bahia” pelo Conselho Estadual de Cultura em 12 de dezembro seguinte, por proposta do poeta  Fernando da Rocha Peres. Recebeu o certificado de colaborador do Curso Internacional de Extensão Universitária “América Latina Comunicação e Cultura” da Escola de Comunicações e Artes da Universidade de São Paulo em 5 de novembro de 1997.
Sendo o Mosteiro da Bahia elevado pelo Papa João Paulo II à categoria de Arquiabadia em 24 de novembro de 1998, Dom Joaquim foi ipso facto elevado ao cargo de Arquiabade. Foi também designado como membro teólogo pelo Governo Federal através do Ministério da Saúde para compor o “Comitê de Ética em Pesquisa” do Centro de Pesquisa Gonçalo Muniz da Fundação Oswaldo Cruz (Fiocruz) de Salvador.
Foi eleito abade presidente da Congregação Beneditina do Brasil em 1 de maio de 2002 no Capítulo Geral em Brasília (DF). A Santa Sé o nomeou “Visitador Apostólico” da Abadia Territorial de Nossa Senhora de Montserrat do Rio de Janeiro.
Em 2002, fundou o ITESB (Instituto Teológico São Bento), com biênio filosófico e quatriênio teológico. Foi o primeiro diretor desse Instituto. Em 24 de agosto de 2004, foi assinado pelo Ministro da Educação o documento que aprovou a “Faculdade São Bento da Bahia” e, como arquiabade e presidente da Mantenedora, recebeu o título de grão-chanceler. Também em 2002, fundou a Revista Análise &Síntese, de Filosofia e Teologia. Recebeu o título honorífico de Cidadão Baiano, conforme resolução número 1299 de 17 de abril de 2002, por indicação da deputada estadual Lídice da Mata. Recebeu a Medalha 2 de Julho em 27 de dezembro de 2004, sendo prefeito Dr. Antônio Imbassahy.
Foi reeleito abade presidente no Capítulo Geral da Congregação Beneditina do Brasil, reunido no Mosteiro de São Bento do Rio de Janeiro, em 27 de abril de 2008, para mais um e último mandato de três anos.
Em 11 de junho de 2008, tornou-se membro do Instituto Genealógico da Bahia, empossado na cadeira nº 34,sucedendo nesta ao Dr. Jorge Calmon. Foi aclamado como Presidente de Honra desse Instituto. Em novembro, foi nomeado Conselheiro do Conselho Federal Estadual Consultivo do Iphan Bahia-Sergipe, e eleito para a cadeira nº 37 da Academia de Letras da Bahia, sucedendo a Antônio Carlos Magalhães, da qual tomou posse em 28 de maio de 2009, sendo saudado pelo acadêmico Fernando da Rocha Peres.
Foi eleito para a diretoria da Academia de Letras da Bahia, como Diretor da Biblioteca, em 25 de novembro de 2010. Foi empossado e recebeu a Medalha Arlindo Fragoso Fundador da Academia de Letras da Bahia, sendo a mesma outorgada pelo Presidente da ALB, Edivaldo Machado Boaventura, em 24 de março de 2011.
Tomou posse como sócio efetivo do Instituto Geográfico e Histórico da Bahia em 14 de maio de 2012. O diploma foi assinado por Consuelo Pondé de Sena, Presidente da IGHB, e por Edmar Torres, secretário-geral. A petição assinada em 17 de abril de 2012 foi assinada pelo governador Roberto Santos, presidente de Honra do IGHB, Edivaldo Machado Boaventura, orador oficial do IGHB, e pela historiadora Consuelo Novais Sampaio.
Foi eleito para um terceiro mandato como abade presidente da Congregação Beneditina do Brasil no 61.º capítulo geral da mesma, realizado na Abadia de Santa Maria em São Paulo, entre 23 e 27 de agosto de 2021.

### Outros títulos e honrarias
- Confrade Maior e Capelão para o Brasil da Real e Mui Nobre Confraria do Santo Condestável São Frei Nuno de Santa Maria Álvares Pereira, com sede na Real e Insigne Colegiada de Santa Maria da Misericórdia, Castelo de Ourém, aos 24 de junho de 2009, aniversário do nascimento do Santo Condestável no ano da canonização. A carta-patente foi assinada pelo Marquês de Rio Maior.
- Agraciado com o Título Nobiliárquico Hereditário de Conde d'Able do Amaral, outorgado pelo Rei Kigeli V de Ruanda, de acordo com a carta-patente de 22 de setembro de 2009, 50.º aniversário da coroação do Rei Kigeli V.
- Diploma a Primeira Conferência Internacional do Instituto Preste João realizada na Sociedade de Geografia de Lisboa em 25 de setembro de 2009. O diploma foi assinado por Dom João Vicente Saldanha de Oliveira e Sousa, marquês de Rio Maior e presidente da Comissão Executiva.
- Comendador Honorário da Real Ordem de São Miguel da Ala e Capelão para o Brasil da Real Irmandade de São Miguel da Ala. A investidura foi realizada no Real Mosteiro de Alcobaça em 27 de setembro de 2009, 900.º aniversário do nascimento de Dom Afonso Henriques. Carta-patente assinada por Dom Duarte Pio de Bragança, Conde de Ourém, Grão-Mestre Nato da Real Ordem de São Miguel da Ala e Juiz da Real Irmandade da Ordem de São Miguel da Ala (carta-patente nº 1258).
- Sócio Honorário, Membro do Comitê dos Altos Protetores do Instituto e Pai Espiritual da Delegação do Brasil do Instituto do Sacro Império Romano. Diploma assinado em Florença, Itália, no dia 29 de setembro de 2009, pelo conde Luigi Guelfi Camajani, presidente do Instituto.
- Membro do Instituto Nacional da Guarda de Honra às Reais Sepulturas do Panteão de Roma. Inscrição número 21166, data de 7 de outubro de 2009. Carteira assinada pelo presidente Capitão di Vascello, Dr. Ugo d’Atri.
- Nomeado Comendador da Ordem Equestre do Santo Sepulcro de Jerusalém pelo Cardeal Grão-Mestre John Patrick Foley em 21 de abril de 2010.
- Nomeado Grão-Prior da Delegação Magistral de São Salvador da Bahia, da Ordem Equestre do Santo Sepulcro de Jerusalém, através do decreto assinado pelo cardeal Foley no Vaticano em 22 de abril de 2010.
- Sócio Honorário do Instituto Dona Isabel I a Redentora. Diploma assinado em 15 de outubro de 2010 por Laila Vils, conselheira Presidente, Bruno da Silva Antunes, conselheiro-gestor, e por Caio Cesar Tourinho Marques, visconde de Tourinho, conselheiro representante em Salvador.
- Foi agraciado com o Título Nobiliárquico e Hereditário de “Marquês de Santa Gertrudes” pelo Rei Kigeli V de Ruanda com carta-patente de 4 de maio de 2011.
- Foi agraciado pelo Rei Kigeli V de Ruanda com a Ordem Real de Grue, no grau de Cavaleiro Grã-Cruz no dia 4 de maio de 2011. Registro na Casa Real de Ruanda sob o número 33 AQ 2.
- Foi agraciado por Dom Duarte, Duque de Bragança, Chefe da Casa Real Portuguesa, como Capelão-Mor do Brasil da Real Irmandade de São Miguel da Ala e Grã Cruz Honorário da Real Ordem de São Miguel da Ala na Catedral de Santiago de Compostela, Espanha, no dia 29 de setembro de 2012 (carta-patente nº 1278).
- Foi agraciado com os títulos de “Patrono Protector” da Real Irmandade de São Miguel da Ala da Diocese de São Tomé e Príncipe e Grão-Colar de Prata da Real Ordem de São Miguel da Ala na Catedral de Santiago de Compostela, Espanha no dia 29 de setembro de 2013. Registro 1278.
- Capelão-Mor Vitalício Regente e Grão-Colar da Irmandade e Ordem de Santa Maria de Ivrea.
- Acadêmico de Mérito da Academia Bonifaciana de Anagni, Itália, no dia 9 de outubro de 2013. Diploma assinado Presidente da Academia Cav. Dott. Sante de Angelis, pelo presidente de honra, cardeal José Saraiva Martins e pelo presidente do Comitê Científico Monsenhor Franco Croct.
- Recebeu o título de Príncipe de Fruttuaria de São Benigno Canavese (Alto Principado ou Principado Soberano). Título outorgado no dia 10 de outubro de 2013 na Igreja Abacial de Fruttuaria pelo Príncipe Don Luis Roberto Lorenzato di San Martino d’Ivrea, chefe da Casa Real de Ivrea.